# 알리체 슈바르처
알리체 슈바르처(독일어: Alice Schwarzer, 1942년 12월 3일 ~ )는 독일의 대표적인 여성주의자이다. 1977년 여성주의 잡지인 〈엠마〉(EMMA)의 창간으로 독일에서 여성운동의 대중화를 주도하였다. 이후 평화 운동, 반포르노 운동 등을 주도하였다. 양성평등에 대한 그의 기여가 높게 평가되고 있으며, 독일 정부로부터 무공훈장을 받기도 했다.

## 생애
부퍼탈 태생으로, 편모 슬하에서 태어났다. 어린 시절은 조부모와 함께 보낸 슈바르처는 1969년부터 저널리스트 활동을 시작한다. 1970년부터 4년간은 파리시에서 프리랜서로 일하면서 미셸 푸코로부터 심리학, 사회학 등을 배웠다. 슈바르처는 파리여성주의자운동(Mouvement de Liberation des femmes, MLF)의 창립자 중 하나가 된다.
1971년부터는 낙태를 불법화하는 법에 대한 반대 투쟁을 벌였으며 이에 관한 책도 펴냈다. 슈바르처의 활동은 당시 독일에서 낙태에 대한 큰 논쟁을 불러일으켰으며, 1974년에 결국 낙태가 합법화되는데에 이른다.
1975년 슈바르처는 그에게 국제적 위상을 부여한 《아주 작은 차이》("Der kleine Unterschied und seine großen Folgen", 문자 그대로의 뜻은 '아주 작은 차이와 그 엄청난 결과')를 저술한다. 이 책은 지금까지 많은 언어로 번역되었으며(한국어 번역본도 있다), 슈바르처는 시몬 드 보부아르와 같은 대중적인 여성주의자의 반열에 오른다.
그는 여성의 경제적 독립성을 중요시하였다. 1970년대만 하더라도 독일에서는 기혼 여성이 직장을 얻기 위해서는 남편의 허락이 필요하였다. 이 조항은 1976년에 폐지되었다.
1977년 1월에는 여성주의 저널인 엠마(EMMA)를 발행한다. 슈바르처는 엠마의 발행인이자 편집장으로 활동하면서 이를 통해 자신의 여성주의 이념을 구체화하였다.
1987년부터는 포르NO 캠페인을 시작하였다. 이것은 독일에서 포르노그래피를 철폐하려는 운동이었다. 그는 포르노그래피가 여성의 존엄성을 해치고, 여성혐오주의와 물리적 폭력을 부추긴다고 주장하였다.
1992년부터 1993년까지는 "Zeil um Zehn"이라는 TV 프로그램에 고정 출연하였다.
2000년대 들어와서도 그의 활동은 여전히 활발하였다. 슈바르처는 성매매를 합법화한 2002년의 법안에 대한 반대 캠페인을 진행하였다. 그는 성매매 자체가 여성에 대한 폭력이라고 주장하였다. 그는 스웨덴, 노르웨이, 프랑스, 캐나다, 아일랜드, 아이슬란드처럼 성적 서비스의 판매는 합법이지만, 구매는 불법인 법안을 더 긍정적으로 생각하였다.
최근에는 이슬람에서의 여성의 지위에 대한 문제를 제기하고 있다. 그녀는 공공 장소에서의 히잡 착용 금지와 같은 것에 찬성하였다. 또한 그는 이슬람이 유럽에서 점점 널리 퍼지고 있는 것을 경계하였다. 그는 이슬람의 확장이 결국 여성 인권의 하락을 가져다 줄 것이라고 경고하였다.